# Clodomiro Cortoni
Clodomiro José Cortoni (1923-2000) fue un deportista argentino, dedicado al ciclismo que fue campeón argentino, sudamericano y panamericano. En 1951 obtuvo la medalla de oro en los Juegos Panamericanos de 1951 de Buenos Aires en la prueba de kilómetro contra reloj. Integró la delegación argentina a los Juegos Olímpicos de Londres 1948 y Juegos Olímpicos de Helsinki 1952, obteniendo en este último caso el cuarto lugar con diploma olímpico perdiendo la medalla de bronce por solo dos décimas de segundo. Este último fue el mejor resultado olímpico del ciclismo argentino hasta que Juan Curuchet ganó la medalla de oro en Pekín 2008. 

## Biografía

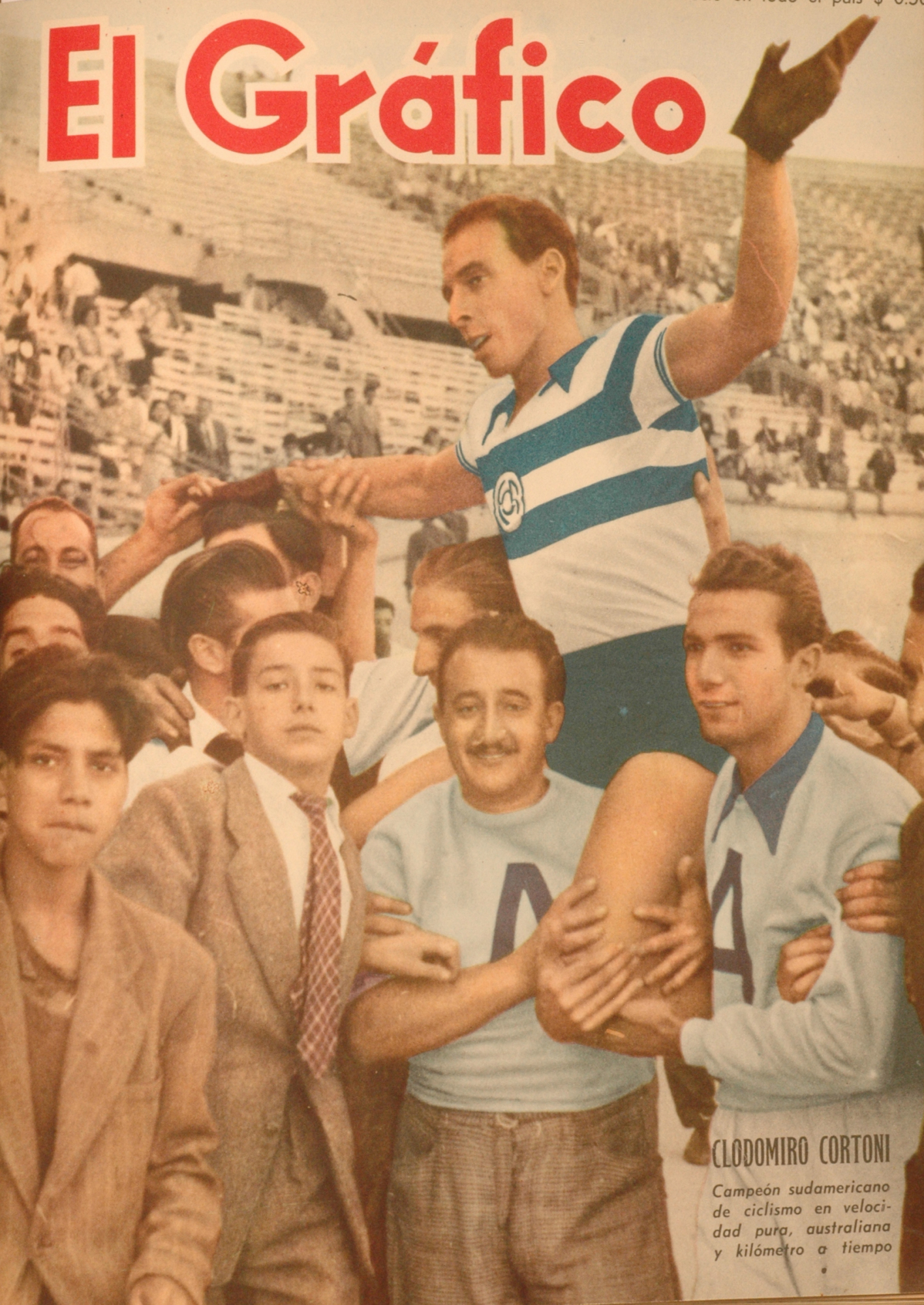
Clodomiro Cortoni en 1950.

Clodomiro Cortoni nació en Pilar, provincia de Santa Fe, donde se formó deportivamente, por lo que se lo considera un ciclista santafesino. En 1947, a los 24 años, ganó el campeonato santafesino de velocidad y al año siguiente se consagró campeón argentino de ruta.
En 1947 ganó el campeonato argentino de velocidad y se consagró dos veces campeón sudamericano, en las pruebas australiana y semifondo. En 1949 fue tres veces campeón argentino y sudamericano, en velocidad, kilómetro contra reloj y australiana, y fue también finalista en el Campeonato Mundial de Dinamarca. 
Entre 1950 y 1951 cosechó un subcampeonato en el Argentino de San Juan, el primer puesto en el Panamericano de Buenos Aires y el campeonato argentino. Volvió a ser campeón Argentino 1953 y 1954. 
Obtuvo dos medallas de oro en los Juegos Panamericanos de 1951 y 1955. Una vez retirado fue instructor y siguió ligado al ciclismo. Murió el 3 de septiembre de 2000.

## Medalla de oro en los Juegos Panamericanos en 1951
En los Juegos Panamericanos 1951 de Buenos Aires, Cortoni obtuvo la medalla de oro en la prueba de kilómetro contra reloj, con un tiempo de 1:12.9.

## Diploma olímpico en 1952
En los Juegos Olímpicos de Helsinki 1952, Clodomiro Cortoni, integró por segunda vez la delegación olímpica de Argentina, saliendo cuarto en la prueba de kilómetro contra reloj y obteniendo por ello diploma olímpico. Cortoni perdió la medalla de bronce por solo dos décimas de segundo y superó al quinto por solo una décima.

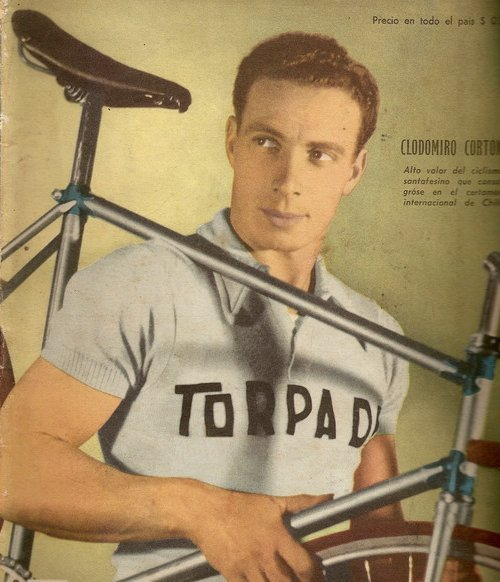
Clodomiro Cortoni, tapa de la revista El Gráfico en 1947.

| Ciclismo: kilómetro contra reloj                                                                                         | Ciclismo: kilómetro contra reloj | Ciclismo: kilómetro contra reloj | Ciclismo: kilómetro contra reloj | Ciclismo: kilómetro contra reloj |
| | Deportista                       | País                             | Tiempo                           |                                  |
| --- | -------------------------------- | -------------------------------- | -------------------------------- | -------------------------------- |
| | Russell Mockridge                | Australia                        | 1:11.1                           |                                  |
| | Marino Morettini                 | Italia                           | 1:12.7                           |                                  |
| | Raymond Leonard Robinson         | Sudáfrica                        | 1:13.0                           |                                  |
| 4 | Clodomiro J. Cortoni             | Argentina                        | 1:13.2                           |                                  |
| 5 | Donald Arthur Mckellow           | Reino Unido                      | 1:13.3                           |                                  |
| 6 | Ib Vagn Hansen                   | Dinamarca                        | 1:14.4                           |                                  |
| 7 | Ion Ioniță                       | Rumania                          | 1:14.4                           |                                  |
| Fuente: Official Report of the Organising Committee for the Games of the XV Olympiad, Helsinki, 1952., digital.la84.org. |                                  |                                  |                                  |                                  |

## Medalla de oro en los Juegos Panamericanos en 1955
En los Juegos Panamericanos 1955 de México, Cortoni obtuvo su segunda medalla de oro panamericana en la prueba de persecución olímpica junto a Ricardo Senn, Duilio Biganzoli y Alberto Ferreyra.

## Memoria
El primer domingo de septiembre se celebra en el barrio Sargento Cabral de la ciudad de Santa Fe un festival ciclístico Clodomiro Cortoni, en su memoria.